# Иодид празеодима(II)
Иодид празеодима(II) — бинарное неорганическое соединение, 
соль металла празеодима и иодистоводородной кислоты
с формулой PrI2,
кристаллы бронзового цвета.

## Получение
- Восстановление иодида празеодима(III) металлическим празеодимом[2]:

{\displaystyle {\mathsf {2PrI_{3}+Pr\ {\xrightarrow {800-900^{o}C}}\ 3PrI_{2}}}}

## Физические свойства
Иодид празеодима(II) образует гигроскопичные кристаллы бронзового цвета нескольких модификаций:
- PrI2-I,
- PrI2-II, гексагональная сингония, параметры ячейки a = 0,4182 нм, c = 1,518 нм, Z = 2, структура типа дисульфида молибдена MoS2;
- PrI2-III, тригональная сингония, структура типа дисульфида молибдена MoS2;
- PrI2-IV, тригональная сингония, пространственная группа R 3m, параметры ячейки a = 0,4265 нм, c = 2,2471 нм, Z = 3, структура типа дихлорида кадмия CdCl2[4];
- PrI2-V, кубическая сингония, пространственная группа F 43m, параметры ячейки a = 1,2399 нм, Z = 16.

## Химические свойства
- Реагирует с водой:

{\displaystyle {\mathsf {2PrI_{2}+2H_{2}O\ {\xrightarrow {}}\ 2PrOI+H_{2}\uparrow +2HI}}}